# Jívoví
Jívoví (deutsch Iwowy, auch Giewawe) ist eine Gemeinde in Tschechien. Sie liegt acht Kilometer nordöstlich von Velké Meziříčí und gehört zum Okres Žďár nad Sázavou.

## Geographie
Jívoví befindet sich in der zur Böhmisch-Mährischen Höhe gehörigen Křižanovská vrchovina (Krischanauer Bergland). Das Dorf erstreckt sich linksseitig des Baches Jívovský potok und wird von zahlreichen Teichen umgeben. Nordöstlich erhebt sich der Spalený kopec (595 m), im Nordwesten der Holý vrch (Naniwaberg; 662 m) und im Westen der Špimberk (589 m). Westlich des Dorfes liegt der Šebeň (Schebenwald). Ebenfalls im Westen führt die Eisenbahnstrecke von Brno und Velké Meziříčí nach Žďár nad Sázavou vorbei. Durch den Ort führt die Staatsstraße 37 von Velká Bíteš nach Žďár nad Sázavou
Nachbarorte sind Tiský Dvůr und Bobrůvka im Norden, Pikárec und Radkov im Nordosten, Horní Hlíny, Jakubovský Dvůr und Horní Libochová im Osten, Kundratice im Südosten, Křižanov und Kozlov im Süden, Dobrá Voda im Südwesten sowie Cyrilov und Radenice im Nordwesten.

## Geschichte
Die erste urkundliche Erwähnung des zum Zisterzienserkloster Saar gehörigen Dorfes erfolgte 1287, als Anna von Obřany dem Kloster die Oberstadt von Cryzans und das Dorf Gutwasser schenkte. Das ursprüngliche Dorf hatte die Form eines slawischen Rundlings. In den Hussitenkriegen eignete sich Jan Křižanovský vom Lomnitz 1422 zusammen mit der Oberstadt von Krisans auch Jívoví an. 1436 gelangte das Dorf zum Kloster zurück. 1486 kaufte der mährische Oberstlandkämmerer Vratislav von Pernstein dem Kloster Jívoví und die Krisanser Oberstadt ab. Er starb 1496 und sein Erbe wurde Wilhelm II. von Pernstein. Dieser schaffte im Jahre 1500 in Jívoví die Schankpflicht für herrschaftlichen Wein ab. Zugleich gestattete der Katholik die Ansiedlung Böhmischer Brüder, die in der Schlosskapelle in Krisans ihre Gottesdienste abhalten durften. Ihm folgte 1521 sein Sohn Johann von Pernstein, von dem es dessen Sohn Adalbert/Vojtěch erbte, der es seinem älteren Bruder Vratislav überschrieb. Dieser musste wegen Überschuldung 1552 Velké Meziříčí verkaufen und 1560 konnte er auch seine Křižanover Güter, zu denen neben Křižanov die Dörfer Jívoví, Kundratice, Sviny, Radenice, Sklené, Horní Bory und Suky gehörten, nicht mehr halten. Neuer Besitzer von Křižanov einschließlich Jívoví wurde Zdenko Lhotský von Ptení. Seine Erben verkauften den Besitz an Jiří Volf Křinecký von Ronov. Zwischen 1560 und 1567 ist das Dorf Jabubovice nachweisbar, das bald darauf erlosch. Seine Fluren kamen zum Jakubovský Dvůr.
1610 erwarb Wilhelm Munk von Eibenschütz die Güter. Er verlor sie nach der Schlacht am Weißen Berg wieder. Weitere Besitzer waren Georg Sieghard, Diviš Vlkovský von Oubertovice, Karl Boháček von Adlerskron, ab 1675 Eleonora Gräfin von Oppersdorff und dann die Grafen von Kaunitz. 1710 erwarb Johann Wenzel Ritter von Schwalbenfeld die Herrschaft Krizanau, zu der noch Gutwasser hinzugekommen war, für 180.000 Gulden. Seine Söhne verkauften den Besitz 1726 an das Zisterzienserkloster Saar. Im Zuge der Josephinischen Reformen wurde das Kloster aufgelöst und die Herrschaft 1784 für 234.465 Gulden an Karl Endsmann von Ronow verkauft. Um 1800 erfolgte unweit des Jakubovský Dvůr Bergbau auf Eisenerz.
Nach der Aufhebung der Patrimonialherrschaften bildete Jívoví ab 1850 einen Ortsteil der Minderstadt Křížánov im Bezirk Velké Meziříčí. Die Industriellenfamilie Joseph, Wilhelm und Moritz Teuber kaufte 1865 die herrschaftlichen Güter. 1874 entstand die politische Gemeinde Jívoví. Nach dem Zweiten Weltkrieg erfolgte die Enteignung der Familie Teuber. Mit Beginn des Jahres 1961 wurde der Okres Velké Meziříčí aufgelöst und die Gemeinde dem Okres Žďár nad Sázavou zugeordnet. 1976 erfolgte die Eingemeindung nach Křížánov. Seit 1990 besteht die Gemeinde wieder.

## Ortsgliederung
Für die Gemeinde Jívoví sind keine Ortsteile ausgewiesen. Zu Jívoví gehört die Einschicht Jakubovský Dvůr (Jakubowitzhof).

## Sehenswürdigkeiten
- Naturschutzgebiet Šebeň (Schebenwald) mit Waldameisenpopulation
- Kapelle am Dorfplatz, errichtet 1830
- Kapelle an der Straße nach Křižanov, erbaut 1878
- Jakubovský Dvůr, der einzeln stehende Hof an einer Kette von Teichen und der auf einem Damm errichteten Mühle ist seit 1447 nachweisbar
- zwei Sühnesteine am Jakubovský Dvůr